# Антуан Арно (син)
Антуан Арно (фр. Antoine Arnauld; 16 лютого 1612, Париж — 8 серпня 1694, Брюссель) — французький богослов, філософ, логік та математик. Спершу вивчав юридичні науки, а пізніше під впливом Сен-Сірана та Янсена займався богослів'ям.

## Життєпис
Народився у відомій Оверньській родині Арно, у сім'ї Антуана Арно-старшого.
1641 року він був уже священиком, 1643 членом Колежу Сорбони (Сорбонна), а 1648 одним з пор-рояльських самітників.
У всіх суперечках з єзуїтами, духовенством та урядом він постійно був головним виразником думок янсеністів. Проти єзуїтського звичаю причащатися якнайчастіше він написав брошуру «De la fréquente communion» (Париж, 1643); на захист від звинувачень з боку кальвіністів, у співпраці з Ніколем, написав «фр. La perpétuité de la foi de l'église catholique touchant l'eucharistie» (Париж, 3 т., 1669—1672). Перший з названих творів накликав гнів єзуїтів, другий — сильне незадоволення з боку реформатів. Єзуїти примусили його своїми переслідуваннями втекти до Нідерландів; реформати, особливо Клод та Жур'є, відповідали йому палкими та різкими друкованими запереченнями.
Він вів запеклу боротьбу з Мальбраншем, яка тривала до самої його смерті, в Льєжі 8 серпня 1694 року. Арно мав сильний, надзвичайно послідовний розум та великі знання. У полеміці він вирізнявся надзвичайною сміливістю, а гарячність його нерідко доходила до образ супротивників.
Абат Готефаж видав його твори в 45 томах, в Лозанні, 1775—1783.